# Cosmarium umbilicatum
Cosmarium umbilicatum là một loài Song tinh tảo trong họ Desmidiaceae, thuộc chi Cosmarium.